# The Paint It Black
Paint It Black — американський хардкор-панк гурт із Філадельфії. Гурт засновано у 2002 році.
Їхню музику часто описують як мелодійний хардкор, який характеризується швидким темпом, мелодіями, що швидко запам’ятовуються, та емоційним співом, насиченим вигуками. 

## Історія
Гурт Paint It Black випустив чотири повноформатних альбоми: CVA (2003, Jade Tree Records), Paradise (2005, Jade Tree Records), New Lexicon (2008, Jade Tree Records), Famine (2023, Revelation Records).
У гурті виступає Ден Ємін (Dan Yemin) — вокаліст і автор текстів. Ємін найбільш відомий як гітарист гурту Lifetime з Нью-Джерсі, а також був гітаристом іншого філадельфійського хардкор-панк гурту, Kid Dynamite. Колишній барабанщик гурту, Девід Вагеншутц (David Wagenschutz), також був учасником гуртів Lifetime, Kid Dynamite, каліфорнійських гуртів Good Riddance, None More Black, який очолює колишній вокаліст гурту Kid Dynamite, Джейсон Шевчук (Jason Shevchuk). Двоє інших учасників, басист Енді Нельсон (Andy Nelson) і гітарист Джош Агран (Josh Agran), також зараз грають у хардкор-панк гурті Affirmative Action Jackson, з Філадельфії. Вагеншутц пішов з гурту у липні 2006 року, щоб зайнятися своєю сім'єю та новим гуртом Higher Giant, і з тих пір його замінив Джаред Шавельсон (Jared Shavelson) з гуртів The Hope Conspiracy, None More Black. 
У 2009 році замість того, щоб записати єдину повноформатну платівку, вони випустили дев’ять нових пісень на двох 7" міні-альбомах, випущених двома різними лейблами: 
- мініальбом Amnesia був випущений 16 червня 2009 року на лейблі Bridge Nine Records.[1]
- мініальбом Surrender був випущений у серпні 2009 року на лейблі Fat Wreck Chords.[2]

У 2013 році наступним релізом гурту став мініальбом Invisible.
У 2023 році гурт підписав контракт з Revelation Records, а їх перший альбом за 10 років, Famine, вийшов 3 листопада.

## Учасники гурту

### Поточні
- Ден Ємін — вокал (2002—теперішній час)
- Енді Нельсон — бас (2002—теперішній час)
- Джош Агран — гітара (2005—теперішній час)
- Джаред Шавельсон — ударні (2006—теперішній час)

### Колишні
- Колін МакГіннісс — гітара (2004–2005)
- Дейв Хаус — гітара (2002–2004)
- Метт Міллер — гітара (2002)
- Девід Вагеншутц — ударні (2002–2006)

## Дискографія

### Альбоми
- CVA (2003)
- Paradise (2005)
- New Lexicon (2008)
- Famine (2023)

### Сингли/Мініальбоми
- Demo (2002)
- "Goliath" single (2008)
  - A one-sided 7-inch single that was given away to everyone that came to their show on January 6, 2008, at the First Unitarian Church of Philadelphia.
- Amnesia (2009)
- Surrender (2009)
- Invisible (2013)

### Збірні виступи
- Location Is Everything, Vol. 1 (2002)
  - Includes "Another Beautiful 'Fuck You' Song!", later re-recorded as "Bravo, Another Beautiful 'Fuck You' Song!" for CVA
- The Philadelphia Sound (2002)
  - Includes "The Pharmacist", later re-recorded for Paradise, and "An Hour And A Half Late For Happy Hour", exclusive to this release
- Take Action! Vol. 3 (2003)
  - Includes "Void", from CVA
- AMP Magazine Presents, Volume 1: Hardcore (2004)
  - Includes "Head Hurts. Hands on Fire", from CVA
- Location Is Everything, Vol. 2 (2004)
  - Includes "Womb Envy" from CVA and an exclusive live version of "The Pharmacist" from Paradise
- In Honor: A Compilation to Beat Cancer (2004)
  - Includes "Fresh Kill (Live)", a live version of "Exit Wounds" from Paradise
- It Hits The Fan Vol. 1 (2005)
  - Includes "Exit Wounds", from Paradise
- Prisoners of War: A Benefit for Peter Young (2007)
  - Includes "The New Brutality", from Paradise
- Bridge Nine Summer Compilation (2009)
  - Includes "Salem", from Amnesia